# The Curiosity of Chance
The Curiosity of Chance là một bộ phim hài năm 2006 của đạo diễn Russell P. Marleau, được sản xuất bởi Bigfoot Entertainment và có sự tham gia của Tad Hilgenbrink.

## Nội dung
Vào những năm 1980 ở Châu Âu, Chance Marquis 16 tuổi rực lửa và đồng tính xuất hiện tại một trường trung học quốc tế với chiếc mũ top hat và trang phục tailcoat, ngay lập tức thu hút sự chú ý của kẻ bắt nạt cư dân "ghét-queer", trong số những người khác. Thông qua việc tham gia vào tờ báo của trường, anh gặp một nhiếp ảnh gia hướng nội với chiếc cặp bí ẩn, và trong khi luyện tập quần vợt, anh kết bạn với một tín đồ thời trang trẻ con, cả hai đóng vai trò là đồng đội của anh ở trường trung học mới. Anh ta cũng gặp jock-next-side, người mà anh ta hình thành một tình bạn ngập ngừng, bất chấp nhóm bạn bè ồn ào của jock. Bộ phim theo chân Chance qua một năm trung học, với những bộ phim truyền hình tiếp theo, thành công, và Hijinks, bao gồm cả việc lẻn vào một thanh kéo, nơi Chance bắt đầu khám phá con người thật của mình.
Các chủ đề được nhấn mạnh trong suốt bộ phim bao gồm phải đối mặt với nỗi sợ hãi của một người khi trưởng thành và những rào cản mà mọi người đưa ra để đối phó với cuộc sống. Chance tuyên bố là mạnh mẽ với thái độ thờ ơ của mình, nhưng khi những bức ảnh của anh ta trong drag show xuất hiện trên khắp trường, Chance phải đối mặt với những lời rao giảng của chính mình để luôn trung thực với chính mình.

## Diễn viên
- Tad Hilgenbrink vai Chance Marquis
- Brett Chukerman vai Levi Sparks
- Aldevina Da Silva vai Twyla Tiller
- Pieter Van Nieuwenhuyze vai Hank Hudson
- Chris Mulkey vai Sir
- Maxim Maes vai Brad Harden
- Colleen Cameron vai Sienna Marquis
- Magali Uytterhaegen vai Vice Principal Ophelia Smelker

## Giải thưởng
- Người chiến thắng "Phim kể chuyện hay nhất" tại Liên hoan phim quốc tế LGBT Chicago - Chicago, IL 2007[1]
- Người chiến thắng "Đạo diễn mới xuất sắc nhất" tại Liên hoan phim đồng tính nữ & đồng tính nam Seattle - Seattle, WA 2006[2]
- Danh hiệu đáng trân trọng "Âm nhạc hay nhất trong phim truyện" tại Liên hoan phim Nashville- Nashville, TN 2007[3]
- Được chọn là một trong những "Khán giả xuất sắc nhất" của Khán giả và Nhà phê bình tại Liên hoan phim quốc tế Palm Springs - Palm Springs, CA 2007[4]